# Yvonne Averwerser

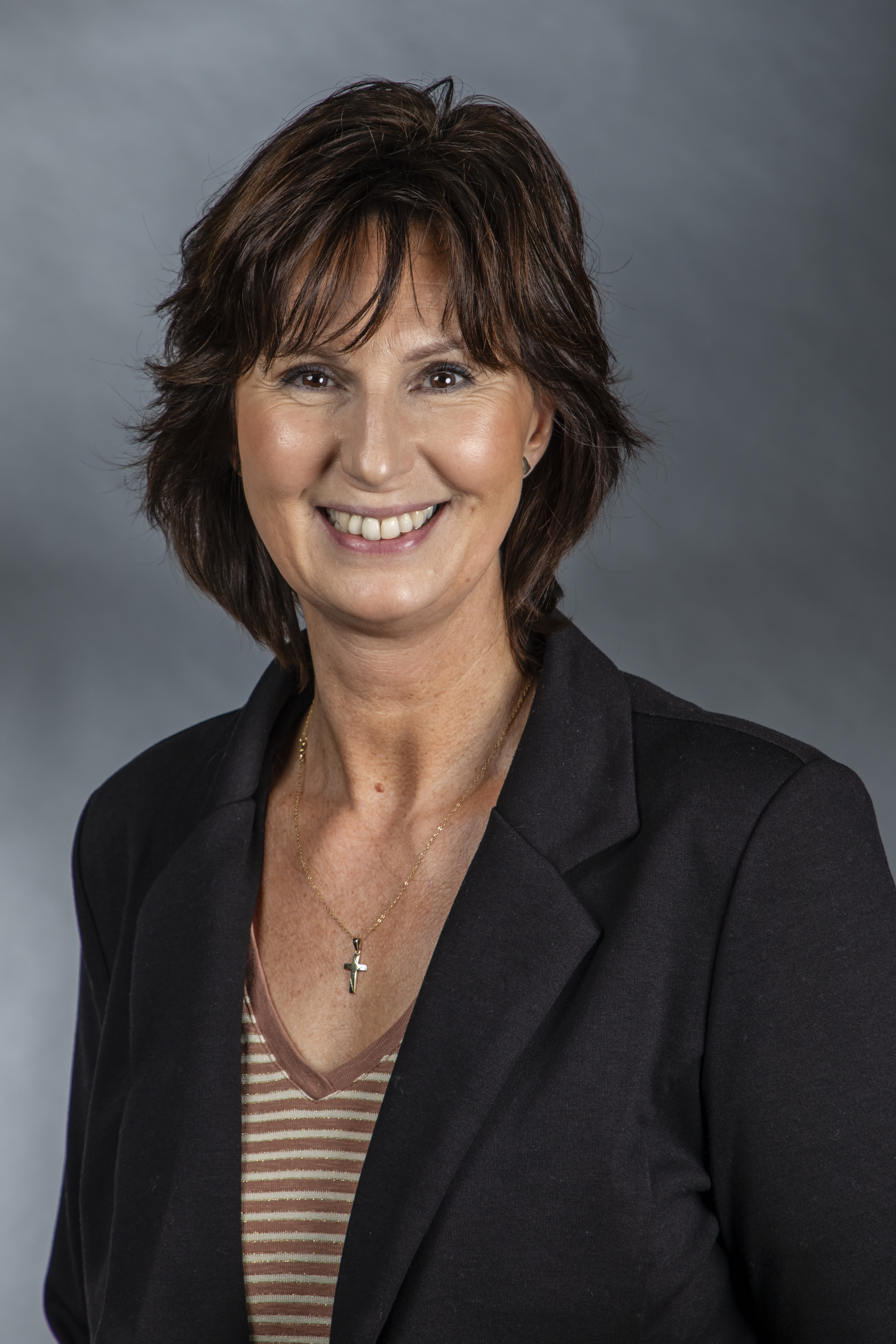
Yvonne Averwerser (2019)

Yvonne Averwerser (* 28. Februar 1970 in Kaiserslautern) ist eine deutsche Politikerin (CDU). Sie ist seit 2019 Mitglied der Bremischen Bürgerschaft.

## Biografie

### Ausbildung und Beruf
Averwerser absolvierte ihr Abitur am Albert-Schweitzer-Gymnasium in Kaiserslautern. Sie studierte Rechtswissenschaften ohne Abschluss an der Universität Trier und der Universität Mainz. Von 1999 bis 2000 war sie Projektmanagerin bei Publicis-PR-Berlin. Von 2000 bis 2003 war sie Pressesprecherin der CDU-Bürgerschaftsfraktion und des CDU-Landesvorstandes und von 2003 bis 2005 Persönliche Referentin der CDU-Wirtschaftssenatoren Hartmut Perschau, Peter Gloystein und Jörg Kastendiek. 2007 bis 2008 arbeitete sie als Projektmanagerin bei BID Bremen beziehungsweise WFB Bremen. Sie ist seit 2009 als Angestellte im öffentlichen Dienst beim Wirtschaftssenator tätig.
Averwerser ist verwitwet und hat zwei Kinder.

### Politik
Averwerser trat 1984 in die Junge Union (JU) Rheinland-Pfalz ein und 1988 in die CDU Rheinland-Pfalz. Sie war Mitglied des JU-Bezirks-, Landes- und Bundesvorstandes und Mitglied des Stadtrates Kaiserslautern. Sie ist seit 2005 Mitglied der CDU im Stadtbezirksverband Bremen-Huchting und dort in verschiedenen Funktionen aktiv, aktuell (2019) als Beisitzerin im Vorstand. Sie ist Mitglied im Beirat im Stadtteils Huchting und dort Fraktionsvorsitzende und stellvertretende Beiratssprecherin. Sie ist Stellvertretende Landesvorsitzende CDU-Bremen.
2018 wurde sie von der CDU auf den Listenplatz 18 der CDU-Liste für die Bürgerschaftswahl 2019 gesetzt und im Mai 2019 zur Bürgerschaftsabgeordneten gewählt.

Hier ist sie als Mitglied in folgenden Gremien vertreten:
- Deputationen für Kinder und Bildung
- Ausschuss für die Gleichstellung der Frau
- Betriebsausschuss KiTa Bremen
- Rechnungsprüfungsausschuss (Stadt) (Stellvertretende Vorsitzende)

Sie ist aktuell Sprecherin für Bildungspolitik der CDU-Fraktion.